# Психологічний захист
Психологічний захист — це
1. психічна діяльність, спрямована на спонтанне усунення наслідків психічної травми (В. Ф. Басін, В. Е. Рожнов)
2. окремі випадки відношення особистості хворого до травматичної ситуації або хвороби, що вразила його (В. М. Банщиков)
3. механізм компенсації психічної недостатності (В. М. Воловик, В. Д. Вид)
4. пасивно-оборонні форми реагування в патогенній життєвій ситуації (Р. А. Зачепицький)
5. способи репрезентації перекрученого змісту (В. Н. Цапкин)[1]
6. крайній засіб збереження суб'єктом душевної рівноваги[2]
7. спеціальна регулятивна система стабілізації особистості, система механізмів, спрямованих на мінімізацію негативних переживань — на усунення або зведення до мінімуму відчуття тривоги, пов'язаного з усвідомленням конфлікту, що ставить під загрозу цілісність особистості[3]
8. вироблена в онтогенезі стратегія несвідомого викривлення афективних і когнітивних аспектів тих ситуацій, які несуть загрозу сформованої картини світу (О. В. Чумакова)[4]
9. механізм адаптивної перебудови сприйняття й оцінки, що виступає у випадках, коли особистість не може адекватно оцінити почуття занепокоєння, викликане внутрішнім або зовнішнім конфліктом, і не може впоратися зі стресом (В. А. Ташликов)[1]
10. послідовне викривлення когнітивної та афективної складових образу реальної ситуації з метою послаблення емоційної напруги (Л.Р. Гребенников)[4]
11. це сукупність трансформаційних та оптимізаційних явищ, механізмів і процесів відносно захисної та руйнівної дії об’єктивної реальності, у межах відповідності суспільного буття інтересам особистості, щодо захисту свідомості від негативних наслідків взаємодії з навколишньою дійсністю, попередження, зменшення та усунення неприємних переживань (О. О. Іллюк)[5]
12. способи переробки інформації в мозку, що блокує загрозливу інформацію (І. В. Тонконогий)[1].

## Психологічний захист у структурі психіки та підходи до його опису
Основними підходами до опису психологічного захисту є: психоаналітичний (З. Фрейд, В. Ф. Басін, В. Е. Рожнов, Р. А. Зачепицький та ін.); психотерапевтичний (Ф. Перлз, С. Женжер, Д. Енрайт, Н. Каліна та ін.); психофізіологічний (В. С. Ротенберг); психологічний (Т. С. Яценко, М. Й. Варій, О. В. Винославська, В. Л. Зливков  та ін.); філософський (О. О. Іллюк) [с. 120–126].
О. В. Чумакова стверджує, що при описі феномену психологічного захисту прийнято віддавати данину психоаналітичній традиції. В. І. Журбін сутнісну конструкцію визначень психологічного захисту, що наведені в його роботі, також зводить до психоаналітичного розуміння психологічного захисту З. Фрейда. Психоаналітичний метод З. Фрейда, як стверджують П. В. Алексєєв і А. В. Панін, має відношення до особистісного несвідомого психіки людини щодо виявлення «комплексів», які у багатьох випадках стають причиною психічних розладів [с. 271].
М. Й. Варій наголошує — механізм психологічного захисту формується поза досвідом і спрацьовує поза сферою свідомості [с. 774]. Як відомо, все що формується поза досвідом людини відноситься до колективного несвідомого, яке відкрив К. Юнг. Змістом цього рівня психіки людини є «прообрази-архетипи» [с. 775–785].
О. В. Винославська та інші науковці, ведучи мову про використання захисту в життєдіяльності людини,  наводить приклади свідомого використання особами психологічного захисту а це вже свідома сфера психіки людини.
О. Л. Музика, Н. О. Никончук, М. В. Нестеренко досліджують механізми психологічного захисту в усній народній творчості. А творчість — це сфера надсвідомого, яка базується на свідомому і співвідноситься з процесами духовної творчості [с. 205].
М. Й. Варій зазначає, що компенсаторним засобом психологічного захисту є переміщення неприємних переживань з рівня свідомості на рівень підсвідомого [с. 773].  Підсвідомість це найближчий до свідомості шар (рівень) особистісного несвідомого. До підсвідомості входять психічні явища, пов'язані з переходом з рівня свідомості на рівень автоматизму [с. 266, 267].
Багато дослідників стверджують, що психологічний захист — природний механізм, іманентно властивий психіці, свідомості; інші наголошують, що психологічний захист — це лише один із способів описання деяких форм поведінки, розумової діяльності, прояву афективності.
На думку О. В. Винославської та М. Й. Варія [с. 772] психологічний захист — нормальний, постійний механізм людської психіки, який проявляється не тільки в разі виникнення надзвичайних обставин, але й у повсякденні.
```
В.
 
І.
 
Журбін стверджує, що спільним для визначень сутності психологічного захисту які зробили В.
 
Ф.
 
Басін і В.
 
Е.
 
Рожнов, В.
 
М.
 
Банщиков, І.
 
В.
 
Тонконогий, В.
 
А.
 
Ташликов, В.
 
С.
 
Ротенберг, В.
 
М.
 
Воловик і В.
 
Д.
 
Вид, Р.
 
А.
 
Зачепицький, В.
 
Н.
 
Цапкин є 
ситуація конфлікту, травми, стресу
[
1
]
.
```

Змістовну конструкцію психологічного захисту у більшості випадків науковці зводять до захисних механізмів психіки, єдиної класифікації яких не вироблено. Так, К. Перрі аналізує 26 захисних механізмів  психіки, А. Фрейд  класифікує — 14; Д. Вейлант наводить — 46, Н. Мак-Вільямс класифікує — 28, Л. Дьоміна та І. Ральникова визначають — 42. О. В. Винославська у своїй роботі розкриває 10  форм психологічного захисту, а саме: витіснення, заперечення реальності, деперсоналізація, раціоналізація, проєкція, ідентифікація, компенсація, сублімація, регресія.
На думку О. О. Іллюка, у генезисі психологічного захисту вирішальне значення має інформація щодо відповідності явищ і предметів об'єктивної дійсності інтересам людини, яка (відповідність) визначається на раціональному рівні свідомості. На чуттєвому рівні свідомості інформація про відповідність безпосередньо трансформується у позитивні переживання, а невідповідність детермінує переживання негативні. Для попередження (пониження, усунення) неприємних переживань здійснюється свідома чи мимовільна оптимізація виявленої (прогнозованої) невідповідності. Всі види (форми) механізмів психологічного захисту виконують роль лише способу психологічної оптимізації [c. 59, 60].

## Інформація як основний чинник переживань та психологічного захисту
Безпосереднім чинником переживань людини є інформація. Але джерелом інформації, яка надходить до свідомості, є не тільки навколишня дійсність, а й несвідома сфера психіки людини, до якої науковці відносять сукупність психічних явищ, станів і дій, що перебувають поза сферою розуму, несвідомих, таких, що не піддаються, принаймні на цей момент, контролю з боку свідомості. Несвідоме має два глибинні рівні. Це відкрите 3. Фрейдом особистісне несвідоме як відображення у психіці індивідуального досвіду та колективне несвідоме, що є досвідом попередніх поколінь, відкрите К. Юнгом.

### Види інформації у несвідомій сфері психіки
Несвідома сфера психіки людини містить такі види інформації:  1 автоматизми; 2 латентні мегабіти; 3 кризисні фантоми; 4 наскризні фантоми; 5 гібридні фантоми. 
- 1.   Автоматизми    — інформація про психічні явища, яка спочатку контролювалася свідомістю, а потім у результаті тривалого тренування й багаторазового повторення набула несвідомого характеру і зберігається в особливому шарі несвідомої сфери психіки  — підсвідомості.
- 2.   Латентні мегабіти    — інформація, що попередньо була у свідомості, але є такою, про яку забули чи свідомо витіснили в особистісне несвідоме несвідомої сфери психіки. Латентний (від латин. latentis) — прихований, невидимий; мега (від грец. μεγας) — великий; біт — мінімальна одиниця кількості інформації.
- 3.   Кризисні фантоми    — інформація про обставини, явища, предмети та особисті переживання з приводу небезпечної для життєдіяльності людини події (ситуації), яка була мимовільно витіснена зі свідомості до особистісного несвідомого несвідомої сфери психіки. Фантом (від фр. fantome)  — привід. Як вважав 3. Фрейд, у несвідоме витісняються травмуючі переживання, які він назвав комплексами.
- 4.   Наскризні фантоми    — інформація, що потрапила до особистісного несвідомого несвідомої сфери психіки без усвідомлення її людиною в результаті психоаналітичного, нейролінгвістичного, парапсихологічного, екстрасенсорного впливів тощо.
- 5.   Гібридні фантоми    — інформація, що перебуває у колективному несвідомому несвідомої сфери психіки, яка, можливо, детермінована генотипом людини та космічним інформаційно-змістовним полем і є відображенням досвіду попередніх поколінь . Гібрид (від латин. hibrida) — помісь [c. 155][14].

### Латентні мегабіти
Всі наведені види інформації можуть бути чинниками негативних переживань. Беручи до уваги те, що наскрізні і гібридні фантоми не оптимізуються, а кризисні фантоми підлягають оптимізації лише після втручання психоаналітика, то дослідження внутрішніх причин переживань слід зосередити на латентних мегабітах.
Латентні мегабіти як внутрішні чинники переживань класифікуються на такі, як:  2.1 нейтральні; 2.2 гедоністичні; 2.3 травматичні.
- 2.1.   Нейтральні латентні мегабіти    — це інформація, що перебуває в особистісному несвідомому несвідомої сфери психіки, яка не співвідноситься з інтересами людини, не детермінує синтез та вироблення гормонів які на чуттєвому рівні психіки можуть генерувати позитивні чи негативні переживання.
- 2.2.   Гедоністичні латентні мегабіти    — це позитивна інформація, що знаходиться в особистісному несвідомому несвідомої сфери психіки, яка відповідає інтересами людини і за безпосередньої участі гіпофізу, гіпоталамусу, епіфізу та парних ендокринних залоз наднирок детермінує синтез та вироблення гормонів які на чуттєвому рівні психіки людини генерують позитивні переживання. Гедонізм  (від грец. ἡδονή – задоволення).
- 2.3.   Травматичні латентні мегабіти    — це негативна інформація, що знаходиться в особистісному несвідомому несвідомої сфери психіки, яка не відповідає інтересами людини і за безпосередньої участі гіпофізу, гіпоталамусу, епіфізу та парних ендокринних залоз наднирок детермінує синтез та вироблення гормонів які на чуттєвому рівні психіки людини генерують негативні переживання [с. 68][15].

### Травматичні латентні мегабіти
За способами усвідомлення (пригадування) травматичних подій травматичні латентні мегабіти класифікуються на такі, як:  2.3.1 фантомні; 2.3.2 перманентні; 2.3.3 нав’язливі; 2.3.4 поточні.
- 2.3.1.   Фантомні травматичні латентні мегабіти    — це негативна інформація, що знаходиться на рівні особистісного несвідомого несвідомої сфері психіки, не усвідомлюється людиною, не відповідає її інтересам, трансформується у негативні переживання, оптимізується мимовільно, може бути згаданою без зовнішнього впливу і оптимізованою свідомо.
- 2.3.2.   Перманентні травматичні латентні мегабіти    — негативна інформація, що знаходиться на рівні особистісного несвідомого несвідомої сфері психіки, яка з регулярною періодичністю усвідомлюється людиною, детермінує негативні переживання, піддається мимовільній оптимізації і свідомій – після чергового згадування.
- 2.3.3.   Нав’язливі травматичні латентні мегабіти    — негативна інформація, що знаходиться на рівні особистісного несвідомого несвідомої сфері психіки, яка нетривалий час настирно усвідомлюється людиною, детермінує сильні негативні переживання, які після мимовільної і свідомої оптимізації, зникають.
- 2.3.4.   Поточні травматичні латентні мегабіти    — це зовсім нова негативна інформація на рівні особистісного несвідомого несвідомої сфери психіки, яка ще не забувалась, з сильною емоційною трансформацією, спричиненою несприятливою взаємодією людини з навколишньою дійсністю чи особистісним внутрішнім світом [c. 69][15].

## Нейропсихофізіологічні утворення детерміновані травматичною інформацією

### Резонанс травматичної акумуляції
Негативна інформація може впливати на людину як послідовно так і паралельно, або одинично та комплексно. Тобто чинником негативних переживань людини може бути не один вид негативної інформації, а декілька.
Одночасний вплив на людину різних видів негативної інформації може спричинити  «резонанс травматичної акумуляції». 
Це відбувається тоді, коли до негативних переживань, викликаних одним видом негативної інформації, послідовно, чи паралельно приєднуються негативні переживання викликані іншими видами негативної інформації.
Всі види негативної інформації починають діяти в унісон, формуючи резонанс негативних переживань, який може посилити їх сприйняття до непереборної сили і стати причиною суїцидальної поведінки.
  Резонанс травматичної акумуляції    — це надмірне збільшення відчуття неприємних переживань, спричинених одночасним впливом різних видів негативної інформації, що діють в унісон [c. 69].

### Стереотип травматичного заміщення
Тривалий вплив травматичної інформації поступово вносить зміни у фізіологію організму і психіку людини. Так, процес вироблення гормону адреналіну, що детермінує негативні переживання, стає основним. А процес адаптації до негативного впливу стрес-чинників формує в особистісному несвідомому несвідомої сфері психіки автоматизми оптимізації.
Сформовані захисні механізми негативні переживання поступово послаблюють, а згодом можуть взагалі припинити, трансформуючи енергію цих переживань, наприклад, в творчість, досягнення соціально прийнятних цілей, фізичну діяльність та інше.
Зазначені психофізіологічні зміни закріплюються в керуючій (регулюючій) системі фізіології організму у формі «стереотипу травматичного заміщення».
Для підтримання внутрішньої рівноваги і стабільності (стереотипу), небезпека стає внутрішньою потребою людини. З послабленням дії зовнішніх стрес-чинників, або їх повної відсутності, у людини знижується рівень життєвих сил, починаються депресивні розлади.
Для збереження трансформованого алгоритму психофізіоргічних процесів, несвідома сфера психіки починає залучати «негативні ресурси» травматичних латентних мегабітів, кризисних та гібридних фантомів.
Необхідність відновлення життєвої енергії може мимовільно спонукати людину до небезпечних і навіть кримінальних дій. Люди зі сформованим стереотипом травматичного заміщення, зазвичай,  провокують конфлікт мимовільно. Але ті, хто усвідомив залежність (зв’язок) особистої участі в конфлікті з покращенням (підйомом) життєвої енергії – можуть провокувати конфлікти свідомо.
  Стереотип травматичного заміщення    — це хибне сприйняття негативної інформації як корисної або такої, що не шкодить людині, спричинене мимовільним корегуванням програми оптимізації внутрішніх функцій і критеріїв оцінки стану внутрішнього та зовнішнього середовища в керуючій системі фізіології організму, внаслідок тривалого впливу різноманітних загроз і неприємних переживань [c. 69, 70].

### Алгоритм травматичної конверсії
Інформація про негативні фактори об’єктивної реальності через складні механізми психофізіологічної взаємодії може детермінувати негативні переживання та невротичні розлади. Але чому невротичні розлади руйнують життя людині і при відсутності зовнішніх стрес-чинників?
Справа в тому, що небезпечність й інтенсивність дії травматичної ситуації буває різною. В одних випадках небезпечна подія може бути чинником лише негативних переживань, а інша – детермінує психічні травми. Внутрішнім (фізіологічним) проявом (вираженням) психічної травми є карбування (формування) в керуючій (регулюючій) системі внутрішніх фізіологічних процесів програми запуску і відтворення алгоритму психофізіологічних процесів формування невротичних розладів. При згадуванні травматичної ситуації програма запускає наведений алгоритм психофізіологічних процесів і відтворює невротичні розлади (ПТСР). Зазначене психофізіологічне утворення запропоновано позначати категорією «алгоритм травматичної конверсії».
Сформованість, стійкість і дія (включення) алгоритму травматичної конверсії залежить від багатьох чинників, а саме: небезпечності й інтенсивності дії травматичної ситуації; способів зберігання травматичної інформації у несвідомій сфері психіки; видів та кількості фрагментів сенсорних компонентів небезпечної події, що зберігаються у травматичній пам’яті; особливостей внутрішніх нейрофізіологічних процесів; соціального оточення; особистісних якостей.
  Алгоритм травматичної конверсії    — це мимовільно сформована і зафіксована в регулюючій системі фізіології організму програма запуску і відтворення послідовних нейропсихофізіологічних процесів щодо трансформації негативної інформації в неприємні переживання та посттравматичні стресові розлади [c. 151, 152].

## Види психологічного захисту
Методологічними засадами визначення видів психологічного захисту є філософське положення про єдність і боротьбу протилежностей та висновки науковців щодо захисного і руйнівного впливу об'єктивної реальності на життєдіяльність людини.
В межах  філософського підходу  з опису психологічного захисту існує два види психологічного захисту, а саме: 
1) трансформаційний психологічний захист (відповідно до захисної дії об'єктивної реальності) та 
2) оптимізаційний психологічний захист (відповідно до руйнівної дії об'єктивної реальності).

## Трансформаційний психологічний захист
Для цілісного розуміння сутності та змісту психологічного захисту слід брати до уваги й те, що існування людини наражається як на захисну, так і на руйнівну дію об’єктивної реальності. Її захисна дія визначається відповідністю суспільного буття інтересам людини. Така  відповідність,  визначена на раціональному рівні психіки, через складні механізми транспортації та нейропсихофізіологічних процесів на чуттєвому рівні психіки трансформується в позитивні переживання. Захисну дію навколишньої дійсності, що детермінує позитивні переживання визначено як  трансформаційний психологічний захист. 
1.   Трансформаційний психологічний захист    — це інтегральна єдність відображеного на раціональному й чуттєвому рівнях психіки комплексного забезпечення навколишньою дійсністю життєдіяльності людини в межах відповідності суспільного буття її інтересам, що детермінує позитивні переживання та впливає на внутрішню силу, яка спонукає до діяльності .
Змістовні компоненти психологічного захисту трансформації класифікуються відповідно до чуттєвої, раціональної та ейдетичної форм існування свідомості.
 Трансформаційний психологічний захист включає: 
- 1.1) раціональний (розумовий) психологічний захист;

```
 1.1 а) абсолютний (ідеальний) раціональний психологічний захист; 
```

- 1.2) чуттєвий (емоційний) психологічний захист;

```
 1.2.а) абсолютний (ідеальний) чуттєвий психологічний захист;
```

- 1.3) базовий (ейдетичний) психологічний захист [c. 61][13], [с. 82–91][16].

### Раціональний психологічний захист
1.1. Раціональний психологічний захист   —  це система захисної дії об'єктивної дійсності та особистісного механізму психологічного захисту військовослужбовців, яка забезпечує надійне функціонування психіки особового складу під час повсякденної життєдіяльності та виконання службово-бойових завдань у надзвичайних умовах на рівні відповідності характеристик суспільного буття і суспільної свідомості еталонним зразкам та інтересам особового складу в результаті раціонально-ціннісного відбиття реальної дійсності і особистісних якостей у свідомості військовослужбовців.
Аналіз раціонального психологічного захисту свідчить про те, що його суттєві ознаки і логічний обсяг збігаються з моральним духом, а показник раціонального психологічного захисту тотожний дослідженому рівню морального духу [с. 203, 205], який відображає мотиваційно-вольові (раціональні) якості особового складу [с. 19, 20]. 
Визначити рівень раціонального психологічного захисту можна через застосування доопрацьованих «Методичних рекомендацій щодо оцінювання морального духу». 
1.1 а. Абсолютний раціональний психологічний захист особового складу  —  це система захисної дії об'єктивної дійсності та особистісного механізму психологічного захисту військовослужбовців, яка забезпечує надійне функціонування їх психіки під час повсякденної життєдіяльності та виконання службово-бойових завдань у надзвичайних умовах за повної відповідності характеристик суспільного буття і суспільної свідомості еталонним зразкам та інтересам особового складу в результаті раціонально-ціннісного відбиття реальної дійсності та особистісних якостей у свідомості військовослужбовців. 
За 100-бальною шкалою оцінювання рівень абсолютного (еталонного, ідеального) раціонального психологічного захисту завжди дорівнюватиме 100 балам. Різницею між абсолютним раціональним психологічним захистом і реальним (дослідженим) раціональним психологічним захистом визначаються раціональні психологічні втрати [с. 209].

### Чуттєвий психологічний захист
1.2. Чуттєвий психологічний захист особового складу  — це система захисної дії об'єктивної дійсності та особистісного механізму психологічного захисту військовослужбовців, яка забезпечує надійне функціонування психіки особового складу під час повсякденної життєдіяльності та виконання службово-бойових завдань у надзвичайних умовах на рівні відповідності характеристик суспільного буття і суспільної свідомості еталонним зразкам та інтересам особового складу в результаті чуттєво-ціннісного відбиття реальної дійсності і особистісних якостей у свідомості військовослужбовців. Проведене дослідження свідчить, що суттєві ознаки і логічний обсяг чуттєвого психологічного захисту збігаються з морально-психологічним стананом, а показник чуттєвого психологічного захисту тотожний дослідженому рівню морально-психологічного стану  [с. 203, 204, 206], який відображає емоційні (чуттєві) якості особового складу [с. 20].
Визначити рівень чуттєвого психологічного захисту можна через застосування доопрацьованих «Методичних рекомендацій щодо оцінювання морально-психологічного стану».
1.2 а. Абсолютний чуттєвий психологічний захист особового складу  — це система захисної дії об'єктивної дійсності та особистісного механізму психологічного захисту військовослужбовців, яка забезпечує надійне функціонування їх психіки під час повсякденної життєдіяльності та виконання службово-бойових завдань у надзвичайних умовах при повній відповідності характеристик суспільного буття і суспільної свідомості еталонним зразкам та інтересам особового складу в результаті чуттєво-ціннісного відбиття реальної дійсності та особистісних якостей у свідомості військовослужбовців. 
За 100-бальною шкалою оцінювання рівень абсолютного (еталонного, ідеального) чуттєвого психологічного захисту завжди дорівнюватиме 100 балам. 
Різницею між абсолютним чуттєвим психологічним захистом і реальним (дослідженим) чуттєвим психологічним захистом визначаються чуттєві психологічні втрати [с. 209, 210].

### Базовий (ейдетичний) психологічний захист
1.3.  Базовий (ейдетичний) психологічний захист  — це система захисної дії об'єктивної дійсності та особистісного механізму психологічного захисту військовослужбовців, яка забезпечує надійне функціонування психіки особового складу під час повсякденної життєдіяльності та виконання службово-бойових завдань у надзвичайних умовах на рівні відповідності характеристик суспільного буття і суспільної свідомості їх еталонним зразкам та інтересам особового складу в результаті раціонально-ціннісного та чуттєво-ціннісного відбиття реальної дійсності і особистісних якостей.
Характерні ознаки і логічний обсяг базового (ейдетичного) психологічного захисту збігаються з людським фактором військових формувань (частин, підрозділів), а показник базового (ейдетичного) психологічного захисту тотожний дослідженому рівню людського фактору військових формувань (частин, підрозділів). 
Людський фактор відображає ейдетичні якості особового складу [с. 20, 21]. 
Через відношення базового (ейдетичного) психологічного захисту до базових психологічних втрат визначається базова психологічна безпека. 
Базові психологічні втрати дорівнюють сумі раціональних і чуттєвих психологічних втрат [с. 201, 207, 210, 212]. Терміном «ейдос» позначається єдність чуттєвого і раціонального [с. 11].
Визначити рівень базового (ейдетичного) психологічного захисту можна через застосування «Методичних рекомендацій щодо оцінювання людського фактора військових формувань».
Показник психологічних втрат і психологічної безпеки визначається через застосування «Методичних рекомендацій щодо оцінювання психологічної безпеки».

## Оптимізаційний психологічний захист
2.   Оптимізаційний психологічний захист    — це сукупність мимовільних психічних процесів, свідомих способів розумової діяльності та практичних дій людини щодо збільшення відповідності суспільного буття її інтересам, наслідком яких є зменшення чи повне усунення неприємних переживань.
Поняття «оптимізація» (від англ. optimisation) тлумачиться як процес надання будь-чому найвигідніших характеристик, співвідношень.
Під «інтересами» розуміються актуалізовані потреби соціальної взаємодії у різних сферах життєдіяльності. Тому інтереси можуть бути: ідеологічними, економічними, політичними, соціально-психологічними, правовими, етичними, естетичними, сімейними, службовими, безпековими, релігійними та ін. [с. 152].
Змістовні компоненти (підвиди) оптимізаційного психологічного захисту класифіковано відповідно до філософського визначення сфер психіки, а саме: свідомість, несвідоме, надсвідоме. 
 Відповідно оптимізаційний психологічний захист включає:  
2.1) свідомий психологічний захист, 
2.2) несвідомий психологічний захист, 
2.3) надсвідомий психологічний захист .

### Свідомий психологічний захист
2.1. Свідомий психологічний захист  — це повсякденна усвідомлена та цілеспрямована діяльність щодо збільшення відповідності суспільного буття інтересам особистості, зменшення чи повне усунення неприємних переживань.
Свідомий психологічний захист можна класифікувати за джерелами, етапами, засобами, способами здійснення та ін., зокрема:
- за джерелами — особистісний та зовнішній;
- за етапами — попереджувальний, безпосередній, реабілітаційний;
- за засобами — розумовий, словесний, жестикуляційний, діяльнісний тощо;
- за способами — навчальний, виховний, соціальний, розважальний, лікувальний та ін.

Формами свідомого психологічного захисту є: витіснення (переключення), заперечення, деперсоналізація, раціоналізація, проєкція, ідентифікація, компенсація, сублімація, регресія, обман, маніпуляція, агресія тощо.
Форма застосування свідомого психологічного захисту у кожному конкретному випадку залежить від особистісних психологічних якостей людини, її толерантності, моральних принципів, життєвого досвіду, освіти, достатку та ін. [c. 63].

### Несвідомий психологічний захист
2.2. Несвідомий психологічний захист  — це сукупність мимовільних психічних процесів для збільшення відповідності суспільного буття людини її інтересам, що зменшує або усуває неприємні переживання.
Змістовні компоненти несвідомого психологічного захисту оптимізації класифікуються відповідно до глибинних рівнів несвідомої сфери психіки людини, а саме особистісного несвідомого, відкритого 3. Фрейдом, та колективного несвідомого, відкритого К. Юнгом.
Важливими компонентами оптимізаційного психологічного захисту, на рівні несвідомого психологічного захисту, є:
- 2.2.1) оптимізаційні автоматизми (на рівні особистісного несвідомого несвідомої сфери психіки);
- 2.2.2) оптимізаційні архетипи (на рівні колективного несвідомого несвідомої сфери психіки)[5].

2.2.1 Оптимізаційні автоматизми 
Процес пристосування організму до змінених умов існування прийнято називати адаптацією. По суті, адаптація – це функція організму. Проте така функція неможлива без наявності структур, які б фіксували, зберігали та акумулювали набуті захисні властивості. До таких структур доцільно віднести оптимізаційні автоматизми. 
  Оптимізаційні автоматизми    — це сформовані в керуючій системі фізіології організму програми запуску та відтворення захисних властивостей, набутих у результаті адаптаційних процесів. 
Оптимізаційні автоматизми функціонують на рівні особистісного несвідомого несвідомої сфери психіки (відкритого З. Фрейдом) і належать до особистого досвіду людини.
Оптимізаційні автоматизми можна класифікувати за способом формування та за умовами дії. 
За способом формування оптимізаційні автоматизми поділяються на 1 мимовільні та 2 довільні.
- Мимовільні оптимізаційні автоматизми    — психофізіологічні утворення (програми), несвідомо сформовані на рівні особистісного несвідомого несвідомої сфери психіки в регуляторній системі фізіології організму, для попередження, зниження, усунення негативних наслідків взаємодії з навколишньою дійсністю.
- Довільні оптимізаційні автоматизми    — психофізіологічні утворення (програми), свідомо сформовані на рівні особистісного несвідомого несвідомої сфери психіки в регуляторній системі фізіології організму, для попередження, зниження, усунення негативних наслідків взаємодії з навколишньою дійсністю.

Довільні оптимізаційні автоматизми поділяються на 2.1 особистісні та 2.2 сторонні.
- Особистісні оптимізаційні автоматизми    — це довільні оптимізаційні автоматизми сформовані особистістю.
- Сторонні оптимізаційні автоматизми    — це довільні оптимізаційні автоматизми сформовані під впливом інших осіб (оточення).

 За умовами дії оптимізаційні автоматизми класифікуються як:  1 ситуаційні, 2 повсякденні,3 комплексні.
- Ситуаційні оптимізаційні автоматизми    — психофізіологічні утворення, що забезпечують попередження (послаблення, усунення) неприємних переживань, зумовлених стрес-факторами в надзвичайних (екстремальних) умовах життєдіяльності.
- Повсякденні оптимізаційні автоматизми    — психофізіологічні утворення, що забезпечують попередження (послаблення, усунення) неприємних переживань, зумовлених стрес-факторами у звичних умовах життєдіяльності.
- Комплексні оптимізаційні автоматизми    — психофізіологічні утворення, що забезпечують попередження (послаблення, усунення) неприємних переживань, зумовлених стрес-факторами у звичних та екстремальних умовах життєдіяльності.

У процесі еволюційного розвитку оптимізаційні автоматизми набули вагомих характеристик, які визначено як оптимізаційні властивості. 
  Оптимізаційні властивості    — це еволюційна здатність психофізіологічних утворень до функціональних змін під впливом перманентних адаптаційних процесів задля посилення захисних властивостей організму.
 Оптимізаційні автоматизми набули таких властивостей, як: : акумуляція, групування, уніфікація, інтеграція, спадковість.
- Оптимізаційна акумуляція    — це здатність оптимізаційних автоматизмів до накопичення (концентрації) захисних властивостей.
- Оптимізаційне групування    — це здатність оптимізаційних автоматизмів до об’єднання в складні захисні структури для нейтралізації тривалого комплексного впливу стрес-факторів.
- Оптимізаційна уніфікація    — це здатність сформованих оптимізаційних угрупувань до нейтралізації негативної дії наближено споріднених стрес-факторів у різних умовах життєдіяльності.
- Оптимізаційна інтеграція    — це здатність до формування (удосконалення) оптимізаційних автоматизмів одного виду за участю автоматизмів оптимізації інших видів.
- Оптимізаційна спадковість    — це здатність оптимізаційних автоматизмів до збереження захисних властивостей та їх відтворення в наступних поколіннях.

Варто звернути увагу на ті обставини, що оптимізаційні автоматизми можуть мати й негативні наслідки для життєдіяльності людини, якщо вони сформовані в результаті адаптаційних процесів, спричинених  стереотипом травматичного заміщення. Такі психофізіологічні утворення визначено як  травматичні оптимізаційні автоматизми. 
- Травматичні оптимізаційні автоматизми    — це сформовані в керуючій системі фізіології організму програми запуску і відтворення набутих у результаті адаптаційних процесів захисних властивостей щодо сприйняття негативної взаємодії з навколишньою дійсністю як корисної[5].

Оптимізаційні автоматизми є також ключовим компонентом всіх видів оптимізаційного захисту життєдіяльності.
2.2.2. Оптимізаційні архетипи
При досягненні певного рівня акумуляції, інформація про набуті захисні властивості може кодуватись на рівні генотипу організму через створення нових чи додавання до вже існуючих. (Геноти́п – сукупність генів певного організму.) Функцію вивільнення закодованої інформації про захисні властивості та її застосування виконують оптимізаційні архетипи. 
  Оптимізаційні архетипи    — це мимовільно сформовані в керуючій системі фізіології організму програми розкодування та мимовільного застосування, через залучення нейропсихофізіологічних компонентів і процесів організму, зашифрованої в генотипі інформації про захисні властивості, набуті попередниками. При цьому, можна висловити припущення, що одним із видів розкодованої інформації, ймовірно, є   інстинкти  , як сукупність вроджених рефлексів.
Оптимізаційні архетипи функціонують у формі  гібридних фантомів  у несвідомій сфері психіки на рівні колективного несвідомого несвідомої сфери психіки (відкритого К. Юнгом).
 За функціональним призначенням оптимізаційні архетипи поділяються  на 1 системні та 2 безпекові.
- Системні оптимізаційні архетипи    — це психофізіологічні утворення, сформовані в результаті адаптаційних та еволюційних процесів щодо мимовільного забезпечення стабільного функціонування систем і процесів організму в різних умовах життєдіяльності. Системні оптимізаційні архетипи є нейропсихофізіологічними утвореннями постійної дії.
- Безпекові оптимізаційні архетипи    — це психофізіологічні утворення, сформовані в результаті адаптаційних та еволюційних процесів щодо мимовільного попередження, послаблення або усунення негативних наслідків зміни внутрішнього стану та зовнішнього середовища. Безпекові оптимізаційні архетипи спрацьовують мимовільно після отримання сигналу про виявлення невідповідності суспільного буття інтересам людини та шкідливої зміни її внутрішнього стану.

Слід зазначити, що оптимізаційні архетипи можуть мати й руйнівний вплив на життєдіяльність людини. Це відбувається в тих випадках, коли оптимізаційні архетипи розкодовують і застосовують інформацію про набуті захисні властивості, акумульовані в оптимізаційних автоматизмах, що сформовані адаптаційними процесами, детермінованими стереотипом травматичного заміщення. Такі оптимізаційні архетипи визначено як травматичні оптимізаційні архетипи. 
- Травматичні оптимізаційні архетипи    — це нейропсихофізіологічні утворення (програми), що розкодовують та мимовільно застосовують зашифровану в генотипі організму інформацію про набуті попередниками захисні властивості, сформовані сприйняттям негативних факторів як корисних.

Це може стосуватись не лише психічних явищ, а й фізіологічних процесів і т. ін. 
Наведене вище дає підстави зробити припущення, що успадковані погані звички, і навіть хвороби, є наслідком акумуляції, збереження, розкодування та застосування інформації, обумовленої стереотипом травматичного заміщення.
Оптимізаційні архетипи є також ключовим компонентом всіх видів оптимізаційного захисту життєдіяльності .
Автоматзми психологічного захисту
Оптимізаційні автоматизми і оптимізаційні архетипи в несвідомій сфері психіки формують дворівневу систему автоматизмів психологічного захисту, яка, при несприятливій взаємодії з об’єктивною реальністю, мимовільно оптимізує травматичну інформацію або її сприйняття наближено до інтересів людини, чим понижає або усуває неприємні переживання та посттравматичні стресові розлади.
  Автоматизми психологічного захисту    — це сукупність свідомо і мимовільно сформованих на рівні особистісного і колективного несвідомого несвідомої сфери психіки психофізіологічних утворень для захисту свідомості від руйнівної дії неприємних переживань, через оптимізацію травматичної інформації про неприємну (загрозливу) взаємодію з об’єктивною реальністю, наближено до інтересів особистості [с. 153,154].
Слід наголосити, що птимізаційний психологічний захист є також одним із видів  оптимізаційного захисту життєдіяльності .

### Надсвідомий психологічний захист
2.3. Надсвідомий психологічний захист — це сукупність різноманітних видів творчої діяльності щодо розроблення методик з діагностики психічних станів та властивостей людини, новітніх способів формування автоматизмів оптимізації, психологічної адаптації та реабілітації для попередження, зменшення чи усунення неприємних переживань.
Надсвідомий психологічний захист класифікується як:
- 2.3.1. «довільно-творчий психологічний захист»;
- 2.3.2. «науково-творчий психологічний захист».

2.3.1. Довільно-творчий психологічний захист — це процес формування нових прийомів та способів досягнення відповідності суспільного буття інтересам людини на основі індивідуального та колективного досвіду в умовах повсякденної життєдіяльності для попередження, зменшення чи усунення неприємних переживань.
Довільно-творчий психологічний захист можна поділяти на «психологічний захист у народній творчості» та «особистісний творчий психологічний захист».
Психологічний захист у народній творчості може проявлятися в усній творчості, звичаях, прикладному мистецтві, будівництві та ін.
Особистісний творчий психологічний захист — це цілеспрямований процес створення особистої системи розумової та практичної діяльності для досягнення максимальної відповідності суспільного буття своїм інтересам на основі індивідуального досвіду та науково-теоретичних положень з метою попередження, зменшення чи усунення неприємних переживань.
2.3.2. Науково-творчий психологічний захист — це цілеспрямована науково-теоретична діяльність, спрямована на дослідження методології, генезису, сутності, змісту, оцінювання психологічного захисту, розроблення методик з діагностики психологічних станів, психологічної адаптації та реабілітації для попередження, зменшення чи усунення неприємних переживань [c. 64].

## Основні способи оптимізації у системі оптимізаційного психологічного захисту
Проблеми емоційної регуляції досліджуються в рамках різних психологічних систем і підходів, наприклад, «копінг-стратегій». У науковців, закономірно, виникає питання, що є спільного між категорією «копінг-стратегії» і, наприклад, категорією «свідомий психологічний захист оптимізації» та в чому полягають відмінності?
На думку О. О. Іллюка спільним є їх системоутворюючий компонент (згідно П. К. Анохіна) – це результат, а саме попередження, пониження чи усунення неприємних переживань. 
Головна їх відмінність полягає в тому, що перша категорія передбачає як свідомі так і довільні дії, а друге – лише свідомі. 
У співвідношенні цих категорій визначальним є те, що «копінг-стратегії» (свідомої дії) у межах «свідомого психологічного захисту оптимізації» виконують роль лише способів оптимізації. 
У «системі психологічного захисту» (філософський підхід) мимовільні процеси розглядаються на рівні «несвідомого психологічного захисту оптимізації», де «копінг-стратегії» (несвідомої дії) також виконують роль лише способів оптимізації (як і захисні механізми) [c. 153].

## Система психологічного захисту
Компоненти психологічного захисту, розкриті відповідно до структури психіки людини, формують систему психологічного захисту.
Система психологічного захисту — це сукупність мимовільних процесів і свідомої діяльності щодо трансформації захисного впливу зовнішнього середовища та оптимізації його руйнівного впливу, яка спонукає до дій, спричиняє позитивні переживання, послаблює чи нейтралізує дію травматичної інформації .

## Залежність ефективності оптимізаційного психологічного захисту від способів зберігання травматичної інформації
Чому в одних випадках заходи психологічного захисту невротичні розлади послаблюють або усувають, а в інших – проблеми залишаються незмінними?
Для пояснення цього феномену запропоновано  концепцію сенсорно-наративного зберігання травматичної інформації . Причина в тому, що інформація про небезпечну подію може зберігаєтись не цілісно, а одночасно в різних видах пам’яті. Так деякі фактори небезпечної події зберігаються в автобіографічній пам’яті у формі вербалізованих (словесно виражених), отже й усвідомлених  логіко-понятійних компонентах, а деякі можуть зберігатись у травматичній пам’яті як фрагменти сенсорних компонентів події, що відображаються у вигляді візуальних уявлень, нюхових, слухових, або кінестетичних відчуттів.
Оптимізація усвідомленої інформації про небезпечну подію у формі логіко-понятійних компонентів (травматичних латентних мегабітів), не завжди усуває негативні переживання та посттравматичні стресові розлади, саме тому, що у несвідомій сфері психіки можуть залишатись фрагменти інформації тієї ж події у травматичній (імпліцитній) пам’яті у формі сенсорних компонентів події (травматичних наскрізних фантомів). Які, не піддаючись мимовільній і свідомій  оптимізації, детермінують негативні переживання та посттравматичні стресові розлади в результаті спрацювання алгоритму травматичної конверсії.
Причина такої вибірковості в тому, що алгоритм травматичної конверсії формується мимовільно під впливом  цілісного  відображення небезпечної події. А інформація про небезпечну (загрозливу) подію може  одночасно  зберігатись як в автобіографічній (наративній) пам’яті, у формі травматичних латентних мегабітів, так і в травматичній (імпліцитній) пам’яті, у формі травматичних наскрізних фантомів.
- При оптимізації травматичних латентних мегабітів неприємні переживання і посттравматичні стресові розлади лише  послаблюються . Бо навіть випадкова взаємодія з якимись сенсорними компонентами цієї небезпечної події негативну дію травматичних наскрізних фантомів реанімує. Вони мимовільно, через сформований алгоритм травматичної конверсії, неприємні переживання та посттравматичні стресові розлади відновлюють. Їх небезпечність, ймовірно, залежить від кількості та інтенсивності сенсорних компонентів події, що наповнили зміст наскрізних фантомів та інше.

- Якщо ж інформація про небезпечну (загрозливу, неприємну) подію зберігається лише в автобіографічній (наративній) пам’яті, у формі травматичних латентних мегабітів або кризисних фантомів, то посттравматичні стресові розлади, детерміновані цією небезпечною подією,  можна усунути повністю , оптимізуючи травматичні латентні мегабіти або їх сприйняття наближено до інтересів особистості. Оптимізація травматичної інформації у формі кризисних фантомів можлива лише після застосування психоаналітичного методу.

- Не можна ні послабити, ні усунути  негативні переживання та посттравматичні стресові розлади, якщо інформація про небезпечну подію зберігається лише в травматичній (імпліцитній) пам’яті у формі травматичних наскрізних фантомів. По-перше, тому, що травматичні наскрізні фантоми не оптимізуються, і, по-друге, тому, що спрацьовує алгоритм травматичної конверсії [c. 156 – 158][14].